# Svetlikava pološčenka
Svetlikava pološčenka (znanstveno ime Ganoderma lucidum) je drevesna goba, znana tudi pod kitajskim imenom Ling Zhi in japonskim reiši, ki je na Vzhodu znana kot ena izmed najpomembnejših zdravilnih gob.

## Opredelitev
Prva kitajska knjiga o zeliščih, ki je bila napisana pred približno 2400 leti, opredeljuje svetlikavo pološčenko kot »vrhunsko zelišče, ki s svojim delovanjem krepi zdravje in ohranja vitalnost. Tudi po dolgotrajnem jemanju ne povzroča neželenih učinkov.« (Farmakopeja Shennong).
Japonska knjiga Shinnoh Honzohkyo, ki velja za izvorni učbenik orientalske medicine, vsebuje opise in razvrstitev 365 različnih vrst zelišč. Podrobno opisuje tudi šest vrst gobe reishi (modro, rdečo, rumeno, belo, črno in škrlatno). Najbolj cenjena med njimi je rdeča reiši. 
Njeno kitajsko ime Ling Zhi pomeni »duhovno moč« in je pri kitajcih cenjena kot »zdravilo kraljev«. Dr. Shi-Jean Lee, najslavnejši zdravnik dinastije Ming, je opisal učinkovitost gobe v svoji znameniti knjigi Ban Chao Gang Moo. Oboji torej uvrščajo gobo Ganoderma lucidum na prvo mesto med zelišči, pred ginsengom, ki zaseda drugo mesto.
Opredeljujejo jo kot vrhunsko zelišče, ki ima naslednje lastnosti:
- Redno uživanje gobe harmonizira telesne funkcije.
- Zdravilo učinkuje na vse organe.
- Uživanje nima nezaželenih učinkov.

## Biokemija
Ganoderma lucidum je edini znani vir skupine tritrepenov, imenovanih ganoderične kisline, katerih molekularna struktura je podobna steroidnim hormonom. Prav tako je vir biološko aktivnih polisaharidov z zdravilnimi lastnostmi. Poleg tega vsebuje tudi:
- ergosterol
- kumarin
- manitol
- laktone
- alkaloide
- nenasičene maščobne kisline
- vitamine in minerale
- organski germanij
- adenozin
- beljakovine

### Polisaharidi
Polisaharidi iz Ganoderme lucidum (PS-G) z razvejano (1→3)-ß-D-glukansko molekulo delujejo tako, da krepijo imunski sistem in izzovejo anti-tumorno delovanje. Test obarvanja z Aneksinom V in MTT študije so pokazale, da je PS-G sposoben inhibirati spontano in s Fas-inducirano apoptozo nevtrofilcev. Ta učinek PS-G je še okrepljen ob prisotnosti zVAD (inhibitor kaspaze) in granulocite makrofag stimulirajočim dejavnikom (GM-CSF).Nadaljnje študije so pokazale, da anti-tumorni učinek PS-G aktivira imunski sistem gostitelja. Poveča se citotoksična dejavnost naravnih celic ubijalk in sproščanje dejavnika tumorske nekroze α ter interferona- γ iz makrofagov in limfocitov.

#### PS-G je antagonist za spontano apoptozo nevtrofilcev
Inkubacija sveže izolirannih nevtrofilcev z PS-G zmanjša propad celic. Celična smrt se je zmanjšala za približno 23 %, glede na kontrolno skupino.
PS-G zakasni spontano apoptozo nevtrofilcev. Za zaščito celic so potrebne koncentracije PS-G nad 30 µg/ml. 

#### PS-G je antagonist za Fas-inducirano apoptozo
Apoptoza nevtrofilcev je pospešena s Fas stimulacijo. Odstotek preživelih celic ob prisotnosti PS-G je bil signifikantno višji kot pri kontrolni skupini. Rezultati kažejo, da je PS-G antagonist spontani apoptozi, kot tudi Fas-inducirani apoptozi nevtrofilcev. Če primerjamo oba tipa celične apoptoze, je PS-G bolj učinkovit za zaščito celic pri Fas-inducirani apoptozi.

#### Fragmentacija DNA in jedrska kondenzacija
Pri detekciji morfoloških sprememb ob apoptozi nevtrofilcev so ugotovili, da imajo nevtrofilci, ki niso bili izpostavljeni PS-G, razgajen kromatin in citoplazmo, v primerjavi z nevtrofilci, ki so bili izpostavljeni PS-G, kjer je bila razgradnja v manjši meri prisotna le pri nekaj nevtrofilcih. Sveže izolirani nevtrofilci niso izkazovali morfoloških sprememb.

#### Učinek PS-G na aktivnost kaspaz
Biološke in biokemične analize apoptoze so pokazale, da so kaspaze ključen dejavnik apoptoze. Čeprav se aktivnost kaspaz in vitro kulturah poveča, ne igrajo glavne vloge pri spontani apoptozi. Poleg zaviralnega delovanja PS-G na kaspaze, ima PS-G tudi od kaspaz neodvisem mehanizem, ki prispeva k antiapoptotičnem delovanju.

#### Antioksidativno delovanje PS-G
Reaktivne kisikove spojine (ROS) lahko prispevajo h kompleksnemu procesu regulacije celične smrti. Študije so pokazale, da PS-G v primerjavi z antioksidativnim delovanjem vitamina E in C, pri koncentracijah od 30 do 100 µg/ml ne izkazuje antioksidativnih učinkov.

### Ganoderična kislina
Ganoderična kislina ima strukturo lanostan triterpenoida. Njen prekurzor je lanosterol, ki ga redko najdemo v rastlinskem svetu, v Ganodermi lucidum pa sodeluje pri proliferaciji (razmnoževanju celic). 
Ganoderične kisline iz plodišča in spor G. lucidum so široko raziskane in so pokazale veliko zanimivih bioloških delovanj, kot na primer: antikomplementno protivnetno delovanje, zaviranje HIV-1 proteaze, inhibicija sproščanja histamina in protitumorni učinki. Ganoderična kislina C inhibira biosintezo holesterola, ganoderični kislini F in S pa ščitita pred aterosklerozo.

### Proteini
Dokazano imunomodulatorno delovanje ima protein Ling Zhi-8, ki so ga izolirali iz G. lucidum. Njegova struktura je podobna variabilnem delu težkih verig imunoglobulinov, tako po aminokislinskem zaporedju in kot po sekundarni strukturi.

## Učinki
Skladno s koncepti kitajske medicine lahko Ganoderma lucidum deluje v petih ključnih organih in tako izboljša srce, pljuča, jetra, vranico in ledvice. Ganoderma lucidum lahko pomaga pri boleznih v različnih človeških organskih sistemih vključno z  respiratornim, obtočilnim, prebavnim, živčnim, endokrinim, lokomotornim itd. Ima številne učinke na imunski sistem, zavira vnetne procese in staranje, znižuje nivo holesterola v plazmi, izboljša delovanje srca, blaži krče gladkih mišic, pomaga pri terapijah pri bolnikih z AIDS-om. Topna vlaknina, polisaharid β glukan znižuje nastajanje holesterola v jetrih. Vidni so uspehi pri lajšanju bolečin, diabetesa, kroničnega bronhitisa s spodbujanjem regeneracije bronhialnega epitelija in bronhialne astme, alergij, pojava bakterij Staphylococci, Streptococci in Bacillus pneumoniae in virusov, visokega krnega tlaka, vnetnih sprememb in ne nazadnje rakavih tvorb. Na miših so ob uporabi dokazali povečano aktivnost celic ubijalk (NK), ekspektorativno in antitusično delovanje.

### Zdravljenje raka
Japonci že zelo dolgo uporabljajo polisaharide kot alternativno zdravilo za raka. Pozornost raziskovalcev medicine so vzbudili, ker tako učinkovito vzpodbujajo in krepijo imunski sistem in ker delujejo proti rakavim celicam. Polisaharidi iz polščenke so nesrtupeni in poleg omenjenega delovanja tudi nevtralizirajo maščobe. Protirakavo delovanje so odkrili tako, da so vzgojili rakave celice in nanje nasuli koncentrat polisharidov iz pološčenke. Ugotovili so, da so kmalu odmrle, zato so kapsule iz spor Ganoderme lucidum začeli marsikje uporabljati kot podporno pomoč pri zdravljenju raka.  Ganoderma lucidum ima izrazito zmožnost povečanja telesnih imunskih funkcij in s tem porast samoobrambne sposobnosti proti tumorju. Uravnava funkcijo monocitnih makrofagov skozi aktiviranje tvorbe interlevkina H, prav tako pa uravnava sposobnost tvorbe krvnih celic, še posebno nivo belih krvnih celic. Ta posebna lastnost povečanja imunosti brez toksigenega delovanja ja značilna prednost Ganoderme lucidum pred vsemi drugimi pripravki za krepitev imunskega sistema.
Mešanice ekstraktov in/ali čiste spojine iz G. lucidum so bile dokumentirane, da zavirajo proliferacijo, inducirajo apoptozo, inhibirajo angiogenezo (razraščanje žil), invazijo in metastaziranje človeških ter mišjih rakavih celičnih linij.
Ganoderična kislina-T (GA-T) inhibira translokacijo jedrnega faktorja kappa B (NF-κB) in degradacijo inhibitorja κB-α (IκBα) kar vodi do down regulacije izražanja matriks metaloproteaze-9 (MMP-9), inducirane dušikov oksid sintaze (iNOS) in urokinaznega plazminogen aktivatorja (uPA).
MMPe, vključno z želatinazama MMP-2 in MMP-9, so družina transmembranskih proteinov, ki degradirajo proteine ekstracelularnega matriksa (ECM). MMPe so vpletene v veliko abnormalnih fizioloških stanj, vključno z invazijo rakavih celic, metastaziranjem in angiogenezo. 
UPA je serinska proteaza, ki pretvarja neaktivni plazminogen v aktivni plazmin. UPA cepi številne komponente ECM in sodeluje pri adheziji celice in pri migraciji. Prav tako uPA prispeva k angiogenezi tumorja, s tem ko direktno, ali preko aktivacije plazmina, vpliva na sproščanje in aktivacijo mnogih angiogenetskih rastnih faktorjev.  Angiogeneza se sproži tudi preko vazodilatacije, ki jo uravnava NO. Aktivacija iNOS pospeši nastanek telesu lastnega NO.  
Torej inhibicija NF- κB, ki vodi do down regulacije MMP-2/9, uPA in iNOS genov, lahko preko zaviranja invazije in metastaziranja zmanjša tveganje za razvoj rakavih obolenj in je dopolnilo kemoterapevtikom.
Spojine z majhno molekulsko maso, kot so lucialdehidi in avstralska kislina delujejo citostatično. Glede na to, da se vedno več pozornosti posveča odkrivanju patogenega mehanizma raka, so lahko dokazali antitumorno delovanje na specifične tarče. Ganoderna kislina A in C sta inhibitorja farnezil protein transferaze. Ker ta encima nastopata v Ras-odvisni celični transformaciji, te inhibitorji predstavljejo potencialno terapevtsko strategijo v zdravljenju raka. V vodnem ekstraktu G. Lucidum so odkrili tudi antimutagene učinke.

### Antibakterijsko in antiglivično delovanje
Vse gobe potrebujejo antibakterijske in antiglivične komponente za preživetje v naravnem okolju. Aplanoxidic acid A iz G. Lucidum deluje šibko antiglivično proti Trychophyton mentagrophytes.

### Antivirusno delovanje
Učinki se laho dosežeje s posredno inhibicijo virusnih encimov, sinteze nukleinskih kislin virusa ali absorbcije in prevzema v celice sesalcev. Te učinke povzročajo predvsem manjše molekule, medtem ko so večje odgovorne za neposrednoe antivirusne učinke kot posledica imunostimulativne aktivnosti polisaharidov ali ostalih kompleksnih molekul. Ganoderiol F, ganodermanontriol in ganoderna kislina B spadajo med številne triterpene iz Ganoderme lucidum, ki aktivno delujejo kot antivirusne spojine proti HIV-1. Medtem ko ganoderiol F in ganodermanontriol inhibirata s HIV-1 inducirane citopatske efekte v MT-4 celicah, ganodermna kislina B inhibira HIV-1 protezo.

### Zaviranje staranja
Superoksid dismutaza je encim, prisoten v človeškem in živalskem organizmu. Njegova glavna naloga je, da spreminja škodljive proste radikale v neškodljive molekule. Je zelo učinkovit, saj jih zelo hitro nevtralizira. Raziskovalci so ugotovili, da pomaga varovati veliko različnih celic, kar je pomembno za počasnejše staranje. Varuje pred poškodbami DNK, škodljivimi učinki ionizirajočega sevanja, poškodbami beljakovin in lipidov. Encima imamo v mladosti dovolj v telesu, pri 40. letu pa ga imamo le še polovico. To je predvsem posledica onesnaženega zraka, vode in celo onesnaženega elektromagnetnega polja. Če dodamo še nezdrav življenjski slog in stres, je na delu veliko prostih radikalov, zaradi katerih lahko zbolimo. Če pa encim dodajamo z uživanjem Ganoderme lucidum, lahko staranje in z njim bolezen zadržimo, upočasnimo.

### Spodbujanje naravne obrambe
β-D-glukani, proteini (Ling Zhi-8) in triterpeni delujejo mitogeno in aktivirajo imunski sistem (makrofagov, celic naravnih ubijalk in T celic).Aktivacija imunskih celic povzroči tvorbo citokinov, kot so interferoni, interlevkini in faktor nekroze tumorja-α(TNF-α ). 
β-D-glukani tvorijo kompleks na površini efektornih imunskih celic s komplementom 3. Kompleks sproži tvorbo citokinov in apoptozo tumorskih celic.
Tako na in vitro kot in vivo študijah na miših so ekstrakti G. lucidum izrazili lastnost aktivacije T celic preko povečane tvorbe citokinov IL-1β, IL-2, IL-6, IL-10, TNF- α in INF-γ.
Ganoderna kislina C in D ter ciklooktažveplo inhibirajo sproščanje histamina iz mastocitov podgan. 
Med snovmi, ki jih najdemo v gobi Ganoderma lucidum, je tudi organski germanij. Tudi ta okrepi imunski sistem, izboljša pretok krvi dodaja energijo in odplavlja strupe, predvsem težke kovine (živo srebro, svinec). Njegova posebnost je, da poveča sposobnost rdečih krvničk, da prenašajo od 1,5- do dvakrat več kisika. Organski germanij je poleg polisaharidov bistveni del ganoderme v boju proti rakavim celicam, vendar jih sam od sebe ne uničuje, temveč spodbudi naravni odziv telesa za obrambo. Triterpeni pomagajo izboljšati prebavo, delujejo proti alergijam, vnetju in tumorjem. Adenozin monofosfat pa lahko raztopi strdke in jih odstrani iz žil. Pomaga tudi pri uravnavanju krvnega tlaka, deluje proti možganski kapi in zamašitvi srčnih žil.

### Imunosupresiven in antialergijski učinek
Ganoderna kislina C in D ter ciklooktažveplo inhibirajo sproščanje histamina iz mastocitov podgan. Številni triterpeni iz G. Lucidum (ganoderiol F, ganodermanondiol, ganodermanontriol) kažejo močne antikomplementne aktivnosti proti klasični poti komplementnega sistema. Tako se izognemo indukciji sproščanja mediatorjev iz mastocitov, ki lahko povzročijo različne bolezni in so lahko smrtne v pojavu po transplantaciji organa.

### Zniževanje nastajanja holesterola v jetrih
Ganoderol A, ganoderol B, ganoderal A in ganoderična kislina Y dokazano vplivajo na metabolizem holesterola v jetrih.
Celični ekstrakti iz G.lucidum so bili ločeni na organsko fazo (etil acetat) in vodno fazo. Vzorci obeh faz so bili testirani v prisotnosti acetata kot prekurzorja. Signifikantno inhibicijo sinteze holesterola je izkazovala le organska faza. ID50 (doza, ki je potrabna za 50 % inhibicijo sinteze holesterola) za organsko fazo je bila 1 μg/ml. Pozitivno kontrolo je predstavljal lovastatin s koncentracijo 0.5 μg/ml. Koncentracije potrebne za 50 % inhibicijo sinteze so bile podobne za ganoderol A (ID50, 2.2 μM) in ganoderično kislino Y (ID50, 2.2 μM), medtem ko sta se ganoderal A in ganoderol B izkazala za manj učinkovita (ID50, približno 20 μM). 
Pri uporabi mevalonata kot prekurzorja so molekule izkazovale različne aktivnosti. V prisotnosti mevalonata je bil ganoderol A bolj učinkovit kot ganoderična kislina Y. Rezultati kažejo, da je bila inhibicija na nižji stopnji od HMG-CoA reduktaze.  
Količina skvalena, lanosterola in holesterola se je zmanjšala z dodatkom lovastatina. Kompetetivna inhibicija HMG-CoA reduktaze s statini zmanjša vse intermediate na nižjih stopnjah od mevalonata. Celice, ki pa so bile izpostavljene ganoderolu A so kazale dvakratno povečanje lanosterola, medtem ko so se količini skvalena in holesterola znižali za 25 %, v primerjavi s kontrolnimi celicami. Kopičenje lanosterola  v celicah z ganoderolom A bi lahko razložili z inhibicijo lanosterol 14α-demetilaze.
Inhibitorna aktivnost je odvisna od koncentracije in od vrste uporabljenega prekurzorja. Rezultati kažejo, da G.lucidum proizvaja molekule, ki so aktivne v inhibiciji sinteze holesterola. Te molekule so potencialni inhibitorji lanosterola 14α-demetilaze.
Ganoderna kislina C in njeni derivati inhibirajo biosintezo holesterola. Ostali triterpeni delujejo kot inhibitorji encima angion konvertaza (ganoderna kislina F) in agregacije trombocitov (»ganoderic acid S«). Antioksidativno delovanje polisaharidov in triterpenoidov je bilo dokazano v različnih oksidativnih modelih poškodb: peritonalni makrofagi miši poškodovani s tert-butilheksoperoksidom, aloksan induciranim diabetesom in na poškodovanih jetrih. Demonstrirana je bila tudi inhibicija LDL oksidacije s strani endotelnih celic in monocitne adhezije na endotelne celice.

### Terapija parkinsonove bolezni
Patološko je parkinsonova bolezen karakterizirana kot progresivna degeneracija nevronov v substanci nigra (SN) ob hkratni aktivaciji mikroglije. Čeprav je bilo predlagano, da okoljski in telesu lastni toksini lahko vodijo do nevronske smrti, mehanizem aktivacije mikroglije ostaja neznan. Bilo je pokazano, da lipopolisaharidi (LPS) in nevrotoksini lahko aktivirajo mikroglijo in povzročijo progresivno degeneracijo nevronov, ki se jo lahko prepreči z inhibicijo ekspresije vnetnih faktorjev. Vedno več dokazov povezuje kronična vnetja s številnimi nevrodegenerativnimi boleznimi, vključno s parkinsonovo.
Aktivirana mikroglija proizvaja vnetne faktorje in citokine, ki na eni strani lahko povzročajo auto-implikacijo reaktivnih kisikovih spojin (ROS), NO in superoksidnih radikalov, ki oblikujejo visoko oksidirajoče peroksinitritne spojine ter na drugi strani tudi lahko aktivirajo preostalo mikroglijo, ki je v mirovanju. TNF-odvisna aktivacija mikroglije v substanci nigra ustvarja okolje oksidativnega stresa preko aktivacije NADPH oksidaze. IL-1β lahko poškoduje hematoencefalno bariero in olajša infiltracijo levkocitov v centralni živčni sistem. Vsi te faktorji lahko aktivirajo NF-κB, ki up-regulira pro-apoptotične gene, kar vodi v nevronsko smrt. Ti dogodki tvorijo začaran krog, ki vodi do progresivne degeneracije nevronov. G. lucidum lahko inhibira proizvajanje toksičnih faktorjev preko protivnetnega delovanja.
Najbolj pomembne farmakološko aktivne spojine G. lucidum so polisaharidi in triterpeni. Polisaharidi protektivno delujejo proti radikalom in zmanjšujejo škodo povzročeno z mutageni. Tudi triterpeni kažejo antioksidativno delovanje. Vendar pa aktivne komponente, ki igrajo ključno vlogo v tej študiji, še preiskujejo.

### Zdravljenje nevrastenije in insomnije
Poskusi so pokazali, da Ganoderma lucidum deluje tudi na centralni živčni sistem. Ima namreč zmožnost preprečiti smrt zaradi predoziranja s stimulansi centralnega živčnega sistema (npr. s kofeinom). Antični kitajski medicinski spisi navajajo, da Ganoderma lucidum »stabilizira čustva, poveča modrost in stopnjuje moč spomina«. V zadnjem času poročajo, da ima ganoderma lucidum viden učinek na insomnijo, povzročeno z nevrastenijo. Predvsem pomaga urediti spanje, poveča apetit in telesno težo. V povezavi s tem se zmanjšajo ali izginejo glavoboli in vrtoglavica.

### Hipoglikemični učinek
Pomembni sta ganoderna kislina A in B.  Jemanje Ganopoly-ja (1800 mg 3x dnevno v 12 tednih)je znižala srednjo post-prandialno vrednost glukoze na 11.8 mmol l^(-1) , kar je prineslo signifikantno razliko glede na kontrolno skupino.

### Hepatoprotektivni učinek
Ganoderna kislina A in »ganosporeric acid A« sta v in vitro študijah izkazali antihepatotoksično aktivnost ob galaktozamin induciranem citotoksičnem testu na primarno kultiviranih podganjih hepatocitih. Dve frakciji ekstrakta triterpenoidov (75 % etanol)lahko zaščitijo miši pred nekrozo jeter inducirano s kloroformom in D-galaktozaminom. Hepatoprotektivni efekt je bil mogoče posledica aktivacije encimov, ki so odstranjevali radikale in tako dvig sposobnosti antioksidaije v miših. V dvojni slepi študiji, randomizirani in multicentrirani študiji s pacienti s kroničnem hepatitisom B, so po 6 mesecih dokazali normalno aminotransferazo pri 33 % pacientov, 13 % ni več imelo površinskih antigenov hepatitisa B v serumu, medtem ko nobeden v kontrolni skupini ni imel normalne encimske vrednosti ali izgubil HbsAg. Pripravek so pacienti dobro prenašali.